# Valerian Freyberg, 3. Baron Freyberg

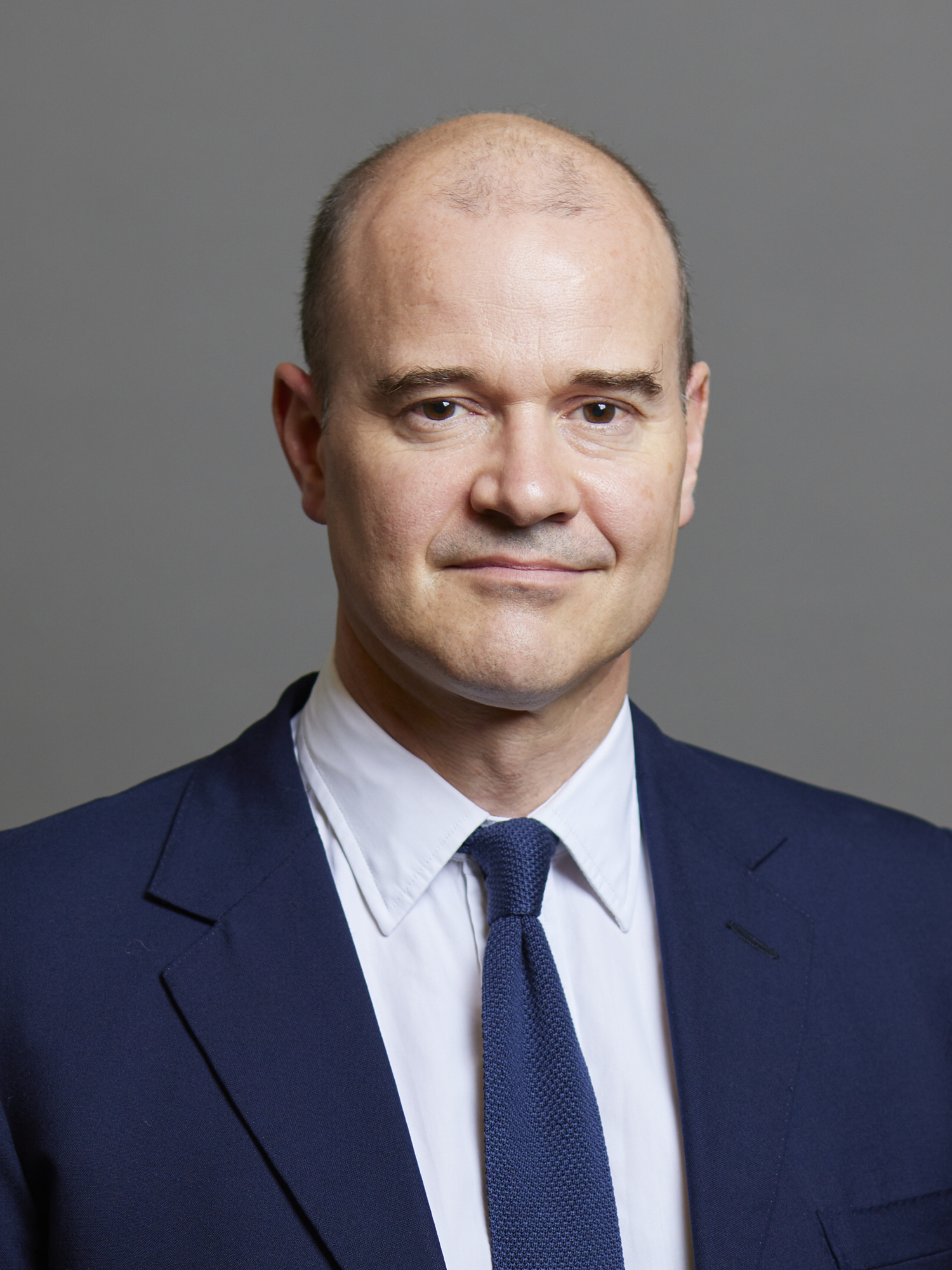
Valerian Freyberg, 3. Baron Freyberg, 2021

Valerian Bernard Freyberg, 3. Baron Freyberg (* 15. Dezember 1970) ist ein britischer Peer und Künstler.

## Leben und Karriere
Valerian Freyberg ist ein Sohn von Colonel Paul Freyberg, 2. Baron Freyberg und Ivry Perronelle Katharine. Er besuchte das Eton College in Berkshire und das Camberwell College of Arts, wo er mit einem  Bachelor of Arts 1994 graduierte. 1993 folgte er seinem Vater als Träger des Titels Baron Freyberg nach.
Freyberg ist als freischaffender Künstler tätig, nachdem er von 2004 bis 2006 einen Master of Arts an der Slade School of Fine Art des University College London erworben hat.
Mit Inkrafttreten des House of Lords Act 1999 verlor Freyberg mit fast allen anderen hereditary peers seinen automatischen Sitz im House of Lords. Er wurde aber als einer von 90 hereditary peers gewählt, die weiterhin Sitz und Stimme im House of Lords haben.
Seit 2002 ist er mit Harriet Atkinson verheiratet. Das Ehepaar hat einen Sohn, der auch Titelerbe ist.